# Liga das Mulheres Nacional-Socialistas

Emblema do NS-Frauenschaft

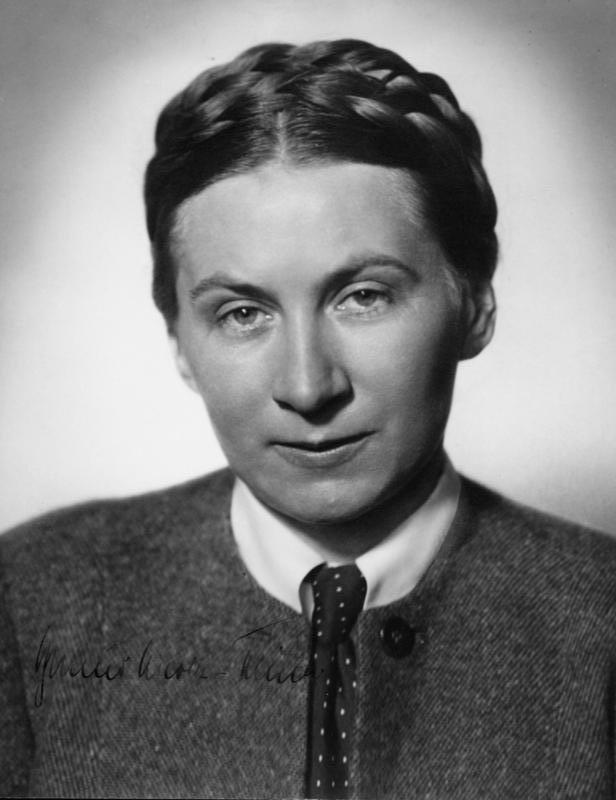
Gertrud Scholtz-Klink, chefe da NS-Frauenschaft

A Liga das Mulheres Nacional-Socialistas (em alemão: Nationalsozialistische Frauenschaft, abreviado para "NS-Frauenschaft") foi a organização feminina do Partido Nazi. Foi criada em Outubro de 1931 como resultado da fusão de várias associações  nacionalistas e Nacional-Socialistas.
A Frauenschaft reportava-se directamente ao líder do partido nacional (Reichsleitung); as raparigas e as jovens mulheres eram da competência da Bund Deutscher Mädel (Liga das Jovens Alemãs; BDM). Entre Fevereiro de 1934 até ao final da Segunda Guerra Mundial em 1945, a NS-Frauenschaft foi liderada pela pela Mulher Líder do Reich (Reichsfrauenführerin) Gertrud Scholtz-Klink (1902–1999). Duas vezes por semana, a organização publicava uma revista, NS-Frauen-Warte.
As suas actividades incluíam a instrução sobre a utilização de produtos alemães, como manteiga e raiom, em vez de produtos importados, como parte do programa de autossuficiência, e aulas para noivas e estudantes. Durante o tempo de guerra, forneciam bebidas refrescantes nas estações de comboios, recolhiam restos de metais e outros materiais, tinham aulas de cozinha e serviam como babás aos filhos dos soldados que combatiam na frente leste. As organizações de propaganda dependiam da liga para publicitar informações dedicadas às mulheres.
ANS-Frauenschaft atingiu um total de dois milhões de membros em 1938, o equivalente a 40% do total dos membros do partido.